# 自在継手

カルダンジョイント
（Cardan joint：十字形のクロススパイダを用いた自在継手）>

ツェッパジョイント
（Rzeppa joint：ボールを用いた等速ジョイント）

自在継手（じざいつぎて、ユニバーサルジョイント、universal joint）とは、継手のなかでも特に2つの材の接合する角度が自由に変化する継手のことをいう。
詳細な構造と形状については、たとえばJIS B 1454に規定されている。

## 歴史
自在継手の基本概念はジンバルに由来し、ジンバルは古代から使われていた。例えば、古代ギリシアのバリスタにも自在継手の原型のような機構が使われていた。
1545年、イタリアの数学者ジェロラモ・カルダーノが回転運動を様々な角度で伝達する機構としてこれが使えることを示したが、彼が実際にそのような機構を製作したかどうかは不明である。今では、その自在継手をカルダンジョイントとも呼ぶようになった。後にスウェーデンの発明家クリストファー・ポルヘム（1661年 - 1751年）が「ポルヘム・ノット」と名付けた自在継手を独自に再発明している。1676年、ロバート・フックが独自に実動する自在継手を製作したため、「フックスジョイント」という名称も生まれた。
「ユニバーサルジョイント」という名称を考案したのはヘンリー・フォードだとされることもあるが、Charles H. Amidon が1884年に取得した特許（アメリカ合衆国特許第 298,542号）で「ユニバーサルジョイント」という言葉を使っている。
自在継手のひとつである十字継手には、角度がつくと入力側と出力側に回転速度の差異を生じるという欠点があり、角度が大きくなるほど速度差もひどくなる。その後、この欠点を克服し速度が変動しない等速ジョイントが実用化されるまで、しばらく待つことになった。

## 角速度比
入出力軸の交差角を {\displaystyle \varphi } 、入力軸の回転角を {\displaystyle \theta } とすると、入出力の角速度比 {\displaystyle {\frac {\omega _{2}}{\omega _{1}}}} は
{\displaystyle {\frac {\omega _{2}}{\omega _{1}}}={\frac {\cos \varphi }{1-\sin ^{2}\theta \sin ^{2}\varphi }}}
で表される。
この式から交差角により、出力軸は速度変動を生じる。
2つのカルダンジョイントを一列に繋げば、両ジョイントの偏位角度が等しい場合に限り、速度変動を補正できる。

## 軸継手
軸継手における自在継手は自動車のプロペラシャフトとドライブシャフトや、鉄道車両の駆動軸やプロペラシャフトにも使われるなど、回転力を伝える必要があるが屈曲や変位があるために1本の軸にできない場合、その角度や位置の変動を吸収するために使われる。

## 管継手
管継手でも軸継手における自在継手と同様、接合する角度を自由にしたい場合には自在継手が使用される。当然ながら用途が違うため、同じ「自在継手」の名称であっても構造は大きく異なる。